# Віктор Фредерік Вайскопф
Віктор Фредерік Вайскопф (нім. Victor Frederick Weisskopf; 19 вересня 1908, Відень, Австро-Угорщина — 22 квітня 2002, Ньютон, США) — американський фізик австрійського походження. Один з учасників Мангеттенського проєкту.

## Біографія
Народився 19 вересня 1908 року в Відні. Закінчив Геттінгенський університет в 1931 році. У 1932—1933 роках працював там же. У 1934 році отримав диплом доктора філософії з фізики і переїхав до Цюрихського технологічного інституту, де пропрацював до 1936 року. Паралельно стажувався у Нільса Бора в Копенгагенському університеті.
У 1937 році незадовго до того, як до влади в Австрії прийшли нацисти, Вайскопф перебрався в США, де отримав посаду інструктора, а потім асистент-професора в Рочестерському університеті. У 1943 році разом із багатьма іншими вченими Вайскопф приєднався до Мангеттенського проєкту з розробки атомної бомби. У той же рік він отримав американське громадянство.
У 1945 році після закінчення війни Вайскопф був прийнятий на посаду ад'юнкт-професора фізики в Массачусетський технологічний інститут, однак отримав дозвіл закінчити свою роботу в Лос-Аламосі. У 1946 році він повернувся в інститут уже на посаді повного професора і трохи пізніше очолив теоретичну групу, яка працювала в області ядерної фізики. У співавторстві з Джоном Блаттом Вайскопф написав підручник «Теоретична ядерна фізика» (англ. «Theoretical Nuclear Physics»), що є одним із найбільш затребуваних підручників у цій сфері знань.
У 1949 році Вайскопф став членом комітету науковців з питань безпеки, головою якого був Альберт Ейнштейн. Комітет наполягав на контролі за атомним озброєнням і робив спроби зблизити погляди Сходу і Заходу в питаннях атомної безпеки. Вайскопф був одним з учасників маніфесту проти водневої бомби в 1950 році й брав участь у компанії з обміну вченими між США і країнами решти світу.
У 1961 році Вайскопф переїхав до Женеви в CERN. Тут до 1965 року він обіймав посаду генерального директора й очолював міжнародну дослідну установу, яка має другий за потужністю прискорювач заряджених частинок у світі. Під його керівництвом CERN став одним з провідних наукових інститутів світу.
У 1966 році Вайскопф повернувся в Массачусетський технологічний інститут, де отримав ранг інститутського професора. У 1967—1973 роках він очолив фізичний факультет, де створив групу, яка згодом стала Центром теоретичної фізики в інституті. 20 липня 1974 року Вайскопф офіційно пішов на пенсію.
Після відходу з інституту Вайскопф розгорнув бурхливу діяльність із залучення уваги громадськості до питань ядерної безпеки. У 1983 році в інтерв'ю він назвав ядерну бомбу «тінню свого життя».

## Членство в громадських організаціях і академіях
- Папська академія наук (з грудня 1975 року)
- Національна академія наук США
- Американська академія мистецтв і наук (президент у 1976—1979 роках)
- Федерація американських вчених
- Американське фізичне товариство (президент у 1960—1961 роках)
- член-кореспондент Австрійської, Баварської, Данської, Французької, Шотландської та Іспанської академій наук
- Іноземний член АН СРСР (1976)

## Наукові досягнення
У 1930-х роках під керівництвом Нільса Бора займався випромінюванням внутрішніх електронів атома. Описав вплив скінченності розмірів ядра на тонку структуру рівнів (так званий ефект Бора — Вайскопфа). Показав, що розширення ліній в спектрі випромінювання визначається співвідношенням невизначеності Гейзенберга. У Цюриху сконцентрувався на розробці квантової теорії поля. У цій області спільно з Вольфгангом Паулі йому вдалося показати можливість побудови самоузгодженої теорії скалярного поля, що дало йому змогу в 1934 році дати квантовомеханічний опис заряджених бозонів. У 1936 році розробив теорію поляризації вакууму. У Рочестерський період займався ядерною фізикою, розробивши разом із Гансом Бете та Львом Ландау статистичну теорію ядра. У 1938 році передбачив ефект кулонівського збудження ядер. У 1943—1946 роках працює над атомним проєктом. Після війни займається різними питаннями ядерної фізики. У 1950 році спільно з Е. Конвеллом описав розсіювання носіїв заряду в твердих тілах на заряджених центрах. У 1954 році спільно з Г. Фешбахом і Ч. Портером розробив оптичну модель ядра атома.

## Нагороди
- 1956 — Медаль імені Макса Планка, Німецьке фізичне товариство
- 1970 — Медаль Бориса Прегаля, Нью-Йоркська академія наук
- 1972 — Prix Mondial Cino de Duca за гуманізм у науці
- 1977 — Медаль Мар'яна Смолуховського, Польське фізичне товариство
- 1978 — Order pour le Merite
- 1980 — Національна наукова медаль США
- 1981 — Премія Вольфа з фізики
- 1983 — Медаль Роберта Оппенгеймера
- 1984 — Медаль Альберта Ейнштейна
- 1988 — Премія Енріко Фермі
- 1990 — Премія Людвига Вітгенштейна, Австрійська дослідницька організація
- 1991 — Медаль соціального захисту населення, Національна академія наук США
- 1992 — Медаль Комптона, Американський інститут фізики

## Названі на його честь
- Ефект Бора — Вайскопфа